# アンデッド (漫画)
『アンデッド』は、井上和郎による日本の漫画。話数カウントは「○○○ THE DEAD」。

## 概要
小学館の漫画雑誌『ビッグコミックスピリッツ』にて、2008年35号から47号まで短期集中連載された。
井上によると、元は連載開始の2年前にネームが完成していた読切作品であるが、他の連載を描くことになったためにお蔵入りとなっていた。『スピリッツ』での短期連載に当たり、再び日の目を見ることになり、「まさにゾンビのごとく蘇ったネタ」と話している。

## 各話登場人物

### LOVE OF THE DEAD
峰田（みねた）
古地（ふるち）

### COMEDIAN OF THE DEAD
鳶居 風太（とびい ふうた）
姥野 弾（おばの だん）

### STUDY OF THE DEAD
来実（らいみ）
美仁（よしひと）

### Rock'n Roll OF THE DEAD
三池 素明（みいけ もとあき）

### HIT MAN OF THE DEAD
ナナ美
アルジェ・芳坂

### FATHER OF THE DEAD
来安 柚菜（きやす ゆずな）
柚菜の父（ゆずなのちち）

### MANIA OF THE DEAD
ゾンビフリークの青年
東尾 真理（ひがしお まり）

## 書籍情報
1. ISBN 978-4-09-182238-3 （2008年12月3日 初版発行）